# Chaos A.D.
Chaos A.D. – piąty studyjny album długogrający brazylijskiej grupy metalowej Sepultura, wydany przez wytwórnię Roadrunner Records 2 września 1993.

## Lista utworów
Opracowano na podstawie materiału źródłowego.
| Nr  | Tytuł utworu                      | Autorzy                                                               | Długość |
| --- | --------------------------------- | --------------------------------------------------------------------- | ------- |
| 1.  | „Refuse/Resist”                   | Max Cavalera, Andreas Kisser, Paulo Jr., Igor Cavalera                | 3:19    |
| 2.  | „Territory”                       | Max Cavalera, Andreas Kisser, Paulo Jr., Igor Cavalera                | 4:47    |
| 3.  | „Slave New World”                 | Max Cavalera, Andreas Kisser, Paulo Jr., Igor Cavalera, Evan Seinfeld | 2:55    |
| 4.  | „Amen”                            | Max Cavalera, Andreas Kisser, Paulo Jr., Igor Cavalera                | 4:27    |
| 5.  | „Kaiowas” (utwór instrumentalny)  | Max Cavalera, Andreas Kisser, Paulo Jr., Igor Cavalera                | 3:43    |
| 6.  | „Propaganda”                      | Max Cavalera, Andreas Kisser, Paulo Jr., Igor Cavalera                | 3:33    |
| 7.  | „Biotech Is Godzilla”             | Max Cavalera, Andreas Kisser, Paulo Jr., Igor Cavalera, Jello Biafra  | 1:52    |
| 8.  | „Nomad”                           | Max Cavalera, Andreas Kisser, Paulo Jr., Igor Cavalera                | 4:59    |
| 9.  | „We Who Are Not as Others”        | Max Cavalera, Andreas Kisser, Paulo Jr., Igor Cavalera                | 3:42    |
| 10. | „Manifest”                        | Max Cavalera, Andreas Kisser, Paulo Jr., Igor Cavalera                | 4:49    |
| 11. | „The Hunt” (cover New Model Army) | Justin Sullivan, Robert Heaton                                        | 3:59    |
| 12. | „Clenched Fist”                   | Max Cavalera, Andreas Kisser, Paulo Jr., Igor Cavalera                | 4:58    |
|     |                                   |                                                                       | 47:03   |

| Utwory dodatkowe - reedycja 1996 | Utwory dodatkowe - reedycja 1996 | Utwory dodatkowe - reedycja 1996 |
| Nr                               | Tytuł utworu                     | Długość                          |
| -------------------------------- | -------------------------------- | -------------------------------- |
| 1.                               | „Chaos B.C.”                     | 5:12                             |
| 2.                               | „Kaiowas (Tribal Jam)”           | 3:47                             |
| 3.                               | „Territory” (Live)               | 4:48                             |
| 4.                               | „Amen/Inner Self” (Live)         | 8:42                             |
|                                  |                                  | 22:29                            |

## Twórcy
Opracowano na podstawie materiału źródłowego.
| Skład zespołu - Max Cavalera – wokal prowadzący, gitara elektryczna, gitara akustyczna, instrumenty perkusyjne - Andreas Kisser – gitara elektryczna, gitara akustyczna - Paulo Jr. – gitara basowa, instrumenty perkusyjne - Igor Cavalera – perkusja, instrumenty perkusyjne Udział gościnny - Jello Biafra – tekst i wokal wspierający w utworze „Biotech Is Godzilla” | Inne osoby - Andy Wallace – produkcja, inżynieria dźwięku, miksowanie, realizacja nagrań - Simon Dawson, Alex Newport, Dave Somers – inżynieria dźwięku - Michael Whelan – oprawa graficzna - Silvio Bibika – obsługa techniczna - George Marino – mastering - Gary Monroe – zdjęcia |

## Opis
Od końca 1992 trwały pracy nad materiałem do piątego albumu. Jako pierwsze powstały utworzy „Propaganda” i „Refuse/Resist”. Muzykę tworzył samodzielnie Max Cavalera (używając po raz pierwszy automatu perkusyjnego i riffów) oraz w duecie z Kisserem. Kompozycje były m.in. efektem ich improwizacji dokonanych w Phoenix (utwory „Territory” i „Kaiowas”), a także w Sedonie. Podczas tworzenia muzyki w magazynie Argo na południu Phoenix nieopodal lotniska powstały utwory „Refuse/Resist”, „Territory”, „Slave New World”.
Muzyka zawarta na tym albumie była bardziej melodyjna niż typowy thrash metal i wolniejsza niż dotychczasowe dokonania grupy oraz była przepełniona zróżnicowanymi partiami perkusji. Wskutek m.in. fascynacji twórczością innych zespołów w efekcie osiągnięto klimatyczny i transowy charakter dzieła. Po raz pierwszy w muzyce grupy pojawiły się bębny wywodzące się z rejonów plemiennych, wykorzystane w związku z eksploracją korzeni brazylijskiej kultury. 
Także pod względem tematyki tekstów utworów nastąpiły zmiany, jako że liryki podnosiły sprawy polityczne i społeczne. Teksty opisywały m.in. rządy despotów, wojny o terytorium, korupcję, przemoc, panującą cenzurę, karygodne postępowanie prasy. W pierwotnym zamierzeniu tytuł albumu miał brzmieć Propaganda. Ostatecznie przyjęto tytuł Chaos A.D., według Maxa Cavalery symbolizujący epokę chaosu. Według relacji muzyków tytułowy chaos łączył także utwory na płycie.
Za radą producenta Andy’ego Wallace’a nagrania materiału na płytę odbyły się w Europie, w Rockfield Studios w Walii. Miksowanie odbyło się nieopodal, w Bath. Był to pierwszy album, na którym partie basowe nagrał w studio basista Paulo Jr., jako że do tej pory z uwagi na jego nieumiejętności czynili to Max Cavalera i Andreas Kisser. 
W ramach promocji płyty wydano trzy single: „Refuse/Resist”, „Territory” i „Slave New World”. Tekst do utworu „Refuse/Resist” odnosi się do ulicznych zamieszek i stanowi wezwanie do zbuntowania się. W opinii Maxa Cavalery wyrażonej przed 2013, riff do tej piosenki jest jednym z dwóch najlepszych stworzonych przez niego. We wstępie do tego utworu słychać bicie serca syna Maxa Cavalery, Zyona, nagrane przez niego na magnetofon przyłożony do stetoskopu tuż przed narodzeniem dziecka przez Glorię Bujnowski w styczniu 1993. Do tej piosenki powstał teledysk, do którego tworzenia użyto m.in. sceny zarejestrowane podczas występu na Hollywood Rock w São Paulo w styczniu 1994.
Autorem słów do utworu „Territory” był Kisser. Do tej piosenki także nakręcono teledysk. Zdjęcia do niego filmowano w Izraelu w pobliżu Jerozolimy i na wybrzeżu Morza Martwego (pierwotnym planem były ujęcia w miejscu ukrzyżowania Jezusa Chrystusa, na co nie otrzymano zezwolenia).  Współautorem tekstu do „Slave New World” był Evan Seinfeld z grupy Biohazard. Także do tej piosenki zarejestrowano teledysk.
Słowa piosenki „Propaganda” stanowią krytykę prasy. Tekst utworu „Biotech Is Godzilla” (stworzył go Jello Biafra, udzielający się wokalnie w tej piosence) dotyczy m.in. Szczytu Ziemi, zorganizowanego w dniach 3-14 czerwca 1992 w Rio de Janeiro, biotechnologicznych korporacji oddziałujących negatywnie na Amazonię oraz miasta Cubatão, noszącego znamiona najbardziej zanieczyszczonego. Muzycy Sepultury nagrali także cover utworu „The Hunt” brytyjskiego zespołu New Model Army, którego byli fanami (producent Andy Wallace miksował wcześniej album tej grupy).
Instrumentalny utwór pt. „Kaiowas” powstał z inspiracji historią plemienia brazylijskiego Kaiowa, którego członkowie w akcie protestu przeciw władzom zamierzającym odebrać im ziemię, popełnili zbiorowe samobójstwo. Nagrania tego utworu (w trakcie którego użyto gitar akustycznych) dokonano w walijskim zamku w Chepstow (pozbawionym dachu, wskutek czego w nagraniu słychać odgłosy przelatujących mew). Efekty perkusyjne w tym utworze zostały dograne przez Igora Cavalerę i Paulo Jr., korzystających z plastykowych wiader.
Tekst utworu pt. „Manifest” dotyczy zdarzeń zaszłych 2 października 1992 w kompleksie penitencjarnym Carandiru w São Paulo (limit wynosił tam 3000, zaś osadzonych było w nim faktycznie 8000 osób), gdzie w wyniku pacyfikacji policyjnej śmierć poniosło 111 osadzonych. W 2020 opublikowano piosenkę pt. „Manifest2020”, będącą przeróbką tego utworu, aczkolwiek z osobnym tekstem, odnoszącym się do sprawy śmierci Breonny Taylor. W nagraniu utworu wzięli udział: Matt Dalberth – wokalista (Revival), Marc Rizzo – gitara prowadząca (Soulfly, Cavalera Conspiracy), Brian „Mitts” Daniels – gitara rytmiczna, nagranie i miksowanie (eks-Madball, Skarhead), Tony Campos – gitara basowa (Static-X, Soulfly, Fear Factory), Walter „Monsta” Ryan – perkusja, inicjator projektu (eks-D.R.I., Madball).
Okładkę Chaos A.D. po raz kolejny stworzył dla Sepultury Michael Whelan. Na obrazie został ukazany worek na zwłoki w pozycji do góry nogami. Opuszczająca ciało dusza przenika w ukazane na obrazie urządzenia, w których ulega przetworzeniu. Widniejące w tle mechanizmy powstały z inspiracji dźwięków usłyszanych przez twórcę w piosenkach „Clenched Fist” i „Manifest”. Premiera albumu miała miejsce 2 września 1993, zaś z tej okazji Roadrunner Records zorganizował imprezę na ww. zamku Chepstow.
W wydaniu albumu na Brazylię dołączono utwór „Polícia”. W 1996 ukazało się wznowienie płyty z przeznaczeniem na rynek w USA i w Kanadzie, na którym mieszczono dodatkowe utwory: „Kaiowas (Tribal Jam)”, „Territory (Live)”, „Amen / Inner Self (Live)”. Chaos A.D. wydano zarówno w formacie płyty CD jak i na płycie winylowej, zaś w tej drugiej wersji w 2006 wypuszczono wznowienie płyty nakładem Roadrunner w serii Records Classics Deluxe.

## Notowania
| Lista                | Kraj              | Pozycja | Status      |
| -------------------- | ----------------- | ------- | ----------- |
| ARIA Charts          | Australia         | 27      | złota płyta |
| Ö3 Austria Top 40    | Austria           | 19      |             |
| MegaCharts           | Holandia          | 21      |             |
| Media Control Charts | Niemcy            | 11      |             |
| VG-Lista             | Norwegia          | 16      |             |
| Billboard 200        | Stany Zjednoczone | 32      | złota płyta |
| UK Albums Chart      | Wielka Brytania   | 11      | złota płyta |
| Mahasz               | Węgry             | 23      |             |

Album dotarł do 32. miejsca listy Billboard 200 w Stanach Zjednoczonych. Płyta trafiła ponadto m.in. na listy przebojów w Niemczech, Austrii, Holandii, Norwegii, Australii oraz Wielkiej Brytanii (tam trafił na 11. miejsce). Album uzyskał status złotej i srebrnej płyty w Brazylii, Indonezji oraz w kilku krajach Europy.
W 2017 płyta Chaos A.D. została sklasyfikowana przez dziennikarzy magazynu „Rolling Stone” na 29. miejscu na liście najlepszych albumów metalowych wszech czasów.